# Carlos Navarro
Carlos Navarro (Durango, 6 de janeiro de 1921—Cidade do México, 12 de maio de 1969) foi um ator mexicano. Tornou-se conhecido por escrever e protagonizar telenovelas da Televisa da década de 1960, tais como, La actriz e Anita de Montemar. Em 1952, venceu a categoria de "melhor co-atuação masculina" no prêmio Ariel, por seu trabalho no filme Doña perfecta.